# برامیه
برامیه (به عربی: البرامیة) یک منطقهٔ مسکونی در لبنان است که در شهرستان صیدا واقع شده‌است. برامیه ۵۰ متر بالاتر از سطح دریا واقع شده‌است.